# Ромы
Ромы — деревня в Смоленском районе Смоленской области России. Входит в состав Гнёздовского сельского поселения. Население — 10 жителей (2007 год). 
Расположена в западной части области в 20 км к западу от Смоленска, в 1,5 км южнее автодороги М1 «Беларусь». В 2,5 км юго-восточнее деревни расположена железнодорожная станция Куприно на линии Смоленск — Витебск. 

## История
В годы Великой Отечественной войны деревня была оккупирована гитлеровскими войсками в июле 1941 года, освобождена в сентябре 1943 года.